# Moszünoikoszok
A moszünoikoszok ókori nép, a Pontosz partján éltek, keletre a tibarenektől és a khalübszektől. Állítólag többemeletes faházaik vagy tornyaik (moszünész) után kapták a nevüket. Durva szokásaikat és erkölcseiket, fegyverzetüket és harcmodorukat Hérodotosz, Xenophón és Sztrabón írták le.